# Matthias Werner (Handballspieler)
Matthias Werner (* 4. Dezember 1984) ist ein deutscher Handballspieler. Er ist 1,89 m groß.
Werner spielte in seiner Jugend bei HaSpo Bayreuth. 2003 erreichte er mit der A-Jugend das Halbfinale um die deutsche Meisterschaft. Anschließend lief der Rückraumspieler für die Herrenmannschaft von HaSpo Bayreuth auf, mit der er in die Regionalliga aufstieg. 2007 schloss er sich dem Zweitligisten HSC 2000 Coburg an. Im Jahr 2011 wechselte der Rückraumspieler zum Bayernligisten SV 08 Auerbach, mit dem er 2012 in die 3. Liga aufstieg. 2013 verließ er den Verein, weil sein Beruf als Lehrer einem weiteren Engagement entgegenstand. In der zweiten Hälfte der Saison 2013/14 lief er nochmals für Auerbach auf. In der Saison 2015/16 wechselte Werner zu seinem Jugendverein Hc Weiden um als Spielertrainer mitzuwirken. Zur Saison 2016/17 schaffte Matthias Werner es mit seinem Team die Saison ohne Niederlage mit 36:0 Punkten zu beenden und somit den Direktaufstieg in die Bezirksoberliga. In der Saison 2018/19 verletzte sich Werner schwer am Oberschenkel und fiel somit für mehrere Monate aus. Nach Ablauf der Saison entschied er sich dazu sein Amt als Trainer niederzulegen und seine aktive Karriere als Spieler im Alter von 34 Jahren zu beenden.